# Čistá současná hodnota
Čistá současná hodnota (zkráceně ČSH nebo NPV z anglického net present value) je finanční veličina vyjadřující celkovou současnou (tj. diskontovanou) hodnotu všech peněžních toků souvisejících s investičním projektem.
Čistá současná hodnota se používá jako kritérium pro hodnocení výnosnosti investičních projektů. Hlavní výhodou tohoto kritéria je zohlednění faktoru času.

## Příklad výpočtu a použití čisté současné hodnoty
Mějme následující investiční projekt: Na začátku prvního roku nakoupíme stroj za 100 tisíc Kč, který bude po 4 roky každý rok přinášet zisk 40 tisíc Kč. Na konci čtvrtého roku bude stroj prodán za 20 tisíc Kč. K diskontování použijeme úrokovou míru 10 %. Vliv daní a inflace neuvažujeme.
Přehled peněžních toků:
- 0. rok: −100 tisíc Kč
- 1. rok: +40 tisíc Kč
- 2. rok: +40 tisíc Kč
- 3. rok: +40 tisíc Kč
- 4. rok: +60 tisíc Kč

Pokud bychom tyto příjmy a výdaje jednoduše sečetli, zjistíme, že investicí vyděláme celkem 80 tisíc Kč (−100+40+40+40+60=80). Při zohlednění faktoru času pomocí 10% úrokové míry však vyplyne, že „současný“ zisk investice (čistá současná hodnota) je pouze 40,5 tisíc Kč. Jestliže se rozhodujeme mezi tímto projektem a projektem, kde při jiném rozložení peněžních toků ale jinak stejných podmínkách, vypočteme vyšší čistou současnou hodnotu, měli bychom zvolit druhý projekt.
Jednotlivé diskontované peněžní toky vypočítáme podle vzorce:
{\displaystyle {\frac {CF}{(1+i)^{n}}}}
kde
- CF je peněžní tok,
- i úroková míra a
- n počet let, po které musíme na příjem čekat.

Výpočet výsledku z příkladu je následující:
{\displaystyle -100+{\frac {40}{(1+0,1)}}+{\frac {40}{(1+0,1)^{2}}}+{\frac {40}{(1+0,1)^{3}}}+{\frac {60}{(1+0,1)^{4}}}=40,5}